# Union Sportive Sèmè Kraké
O USS Kraké é um clube de futebol do Benim. Disputa o Campeonato nacional do país.